# Proclea malmgreni
Proclea malmgreni är en ringmaskart som först beskrevs av Ssolowiew 1899.  Proclea malmgreni ingår i släktet Proclea och familjen Terebellidae. Arten har ej påträffats i Sverige. Inga underarter finns listade i Catalogue of Life.